# Hahnia martialis
Hahnia martialis là một loài nhện trong họ Hahniidae.
Loài này thuộc chi Hahnia. Hahnia martialis được Friedrich Wilhelm Bösenberg & Embrik Strand miêu tả năm 1906.